# Catedral de Nuestra Señora Aparecida (Cascavel)
La Catedral de Nuestra Señora Aparecida (en portugués: Catedral Nossa Senhora Aparecida) es una iglesia católica y sede de la arquidiócesis de Cascavel, en el estado de Paraná en Brasil.
El 10 de junio de 1952 se creó la Parroquia de Nuestra Señora de Aparecida, que se convirtió en patrona oficial del municipio por la Ley 201/62 .
Su construcción, entre la avenida Brasil y la calle Río Grande Sur, comenzó en 1974 , después del transporte solemne de la sagrada imagen del Templo antiguo (ubicado a la derecha de la actual Catedral), con el objetivo de ser la nueva Iglesia del municipio.
El 5 de mayo de 1978, ya con la obra terminada , la Diócesis de Cascavel fue creada, convirtiéndose en la iglesia parroquial y luego en la catedral. El 16 de octubre de 1979, el diócesis fue elevada a la Arquidiócesis, y el templo a Catedral Metropolitana.